# Front Line Defenders
Front Line Defenders, eller The International Foundation for the Protection of Human Rights Defenders, är en internationell människorättsorganisation som särskilt inriktar sig på skydd av människorättsförsvarare i fara.
Front Line Defenders grundades i Irland 2001 och har sitt huvudkontor i Blackrock, en förort till Dublin. Organisationen har särskild rådgivarstatus hos FN:s ekonomiska och sociala råd (ECOSOC), partnerskap med Europarådet och observatörsstatus vid Afrikanska kommissionen för mänskliga och folkens rättigheter (African Commission on Human and Peoples’ Rights).
Front Line Defenders är en av de tio internationella människorättsorganisationerna i juryn för Martin Ennals-priset.

## Front Line Defenders Award for Human Rights Defenders at Risk
Sedan 2005 har Front Line Defenders delat ut priser till människorättsaktivister som med fredliga medel, men ofta med stor personlig risk, gjort stora insatser för att främja och försvara mänskliga rättigheter för andra människor.

### Pristagare 2005–2017
Före 2018 utdelades ett pris årligen.
| År   | Namn                        | Land           |
| ---- | --------------------------- | -------------- |
| 2005 | Mudawi Ibrahim Adam         | Sudan          |
| 2006 | Ahmadjan Madmarov           | Uzbekistan     |
| 2007 | Gégé Katana                 | Kongo-Kinshasa |
| 2008 | Anwar al-Bunni              | Syrien         |
| 2009 | Yuri Melini                 | Guatemala      |
| 2010 | Soraya Rahim Sobhrang       | Afghanistan    |
| 2011 | Joint Mobile Group          | Ryssland       |
| 2012 | Razan Ghazzawi              | Syrien         |
| 2013 | Biram Dah Abeid             | Mauretanien    |
| 2014 | SAWERA                      | Pakistan       |
| 2015 | Guo Feixiong (Yang Maodong) | Kina           |
| 2016 | Ana Mirian Romero           | Honduras       |
| 2017 | Emil Kurbedinov             | Krim           |

### Pristagare sedan 2018
År 2018 utökades antalet pristagare. Ett par år utsågs en regional vinnare per geografiskt område, varav en utsågs  till global vinnare, men senare övergick man till att alla vinnare får samma pris.
| År   | Namn                                                    | Land                    |
| ---- | ------------------------------------------------------- | ----------------------- |
| 2018 | Nurcan Baysal – Global vinnare                          | Turkiet                 |
| 2018 | Hassan Bouras                                           | Algeriet                |
| 2018 | LUCHA                                                   | Kongo-Kinshasa          |
| 2018 | La Resistencia Pacífica de la Microregión de Ixquisis   | Guatemala               |
| 2018 | Soni Sori                                               | Indien                  |
| 2019 | Badr Baabou – Global vinnare                            | Tunisien                |
| 2019 | Veronika Lapina                                         | Ryssland                |
| 2019 | Rosanna Marzán                                          | Dominikanska republiken |
| 2019 | Nyasa Rainbow Alliance                                  | Malawi                  |
| 2019 | Shinta Ratri                                            | Indonesien              |
| 2020 | Lara Aharonian                                          | Armenien                |
| 2020 | Fatima Al-Bahadly                                       | Irak                    |
| 2020 | Mekfoula Mint Brahim                                    | Mauretanien             |
| 2020 | Guardia Indígena del Cauca                              | Colombia                |
| 2020 | Juwairiya Mohideen                                      | Sri Lanka               |
| 2021 | Mamadou Ba                                              | Portugal                |
| 2021 | Aminata Fabba                                           | Sierra Leone            |
| 2021 | Aleh Hrableuski & Siarhei Drazdouski                    | Belarus                 |
| 2021 | Sami och Sameeha Huraini                                | Palestina               |
| 2021 | Camila Moradia                                          | Brasilien               |
| 2021 | Mother Nature Cambodia                                  | Kambodja                |
| 2022 | (en vinnares identitet ej publicerad, av säkerhetsskäl) | Belarus                 |
| 2022 | Amalgamated Rural Teachers Union of Zimbabwe (ARTUZ)    | Zimbabwe                |
| 2022 | Liah Ghazanfar                                          | Afghanistan             |
| 2022 | Ameira Osman Hamid                                      | Sudan                   |
| 2022 | Javier och María del Tránsito                           | Mexiko                  |

## Mottagna priser och utmärkelser
Front Line Defenders har själva mottagit priser:
- 2006–2007 års King Baudouin International Development Prize, numera King Baudouin African Development Prize.[13]

- 2018: FN:s pris för mänskliga rättigheter.[14]